# Marouane Chamakh
Marouane Chamakh, maroški nogometaš, * 10. januar 1984, Tonneins, Francija.
Chamakh je nekdanji nogometni napadalec, dolgoletni član Bordeauxa in maroške reprezentance.